# Ixobrychus novaezelandiae
Ixobrychus novaezelandiae foi uma espécie de ave da família Ardeidae.
Era endémica da Austrália e Nova Zelândia.
Foi extinto devido à perda de habitat.